# Іковське (Вікуловський район)
І́ковське (рос. Иковское) — присілок у складі Вікуловського району Тюменської області, Росія.
Населення — 123 особи (2010, 100 у 2002).
Національний склад станом на 2002 рік:
- росіяни — 93 %